# Charles R. Rogers
Charles R. Rogers (* 15. Juli 1892 in New York City; † 29. März 1957 in Hollywood, Kalifornien) war ein US-amerikanischer Filmproduzent.

## Leben
Rogers begann seine Laufbahn in der Zeit des Stummfilms und blieb bis in die 1950er Jahre als Produzent tätig. Zunächst war er als unabhängiger Börsenbetreiber (exchange operator) tätig und handelte mit Filmrechten. Später arbeitete er für den Produzenten Lewis J. Selznick und dessen Select Pictures. Ende der 1920er Jahre gründete er eine eigene Filmproduktionsfirma, die er schließlich unter das Dach der RKO Pictures brachte. Im April 1936 wurde Rogers Produktionschef von Universal Pictures, nachdem das Filmstudio von Carl Laemmle in finanzielle Schwierigkeiten geraten war und die Finanzgruppe Standard Capital den Laemmles das Studio abgekauft hatte. Hier produzierte Rogers den Komödienklassiker Mein Mann Godfrey und unter seiner Leitung entstanden auch die ersten Deanna-Durbin-Filme, die Universal vor dem Niedergang retteten. Rogers blieb allerdings nur bis 1938 Produktionschef bei Universal und war anschließend wieder unabhängiger Produzent. Ab 1941 arbeitete er für United Artists. Zum Ende des Zweiten Weltkriegs wurde er Mitglied der Society of Independent Motion Picture Producers.
Bei der Oscarverleihung 1937 und Oscarverleihung 1938 war jeweils eine Produktion, die er gemeinsam mit Joe Pasternak verantwortete, für den Oscar in der Kategorie Bester Film nominiert.
Rogers verstarb im Alter von 64 Jahren bei einem Autounfall und hinterließ eine Frau und einen Sohn.

## Filmografie (Auswahl)
- 1926: The Seventh Bandit
- 1926: Ein Frauenschicksal in den Goldfeldern Kaliforniens (Driftin’ Thru)
- 1927: Der Held des grünen Rasens (The Sunset Derby)
- 1928: Zirkusleben (The Wagon Show)
- 1928: Die Schlucht der Abenteuer (The Canyon of Adventure)
- 1931: The Common Law
- 1931: Millie
- 1931: Helden der Unterwelt (Bad Company)
- 1932: Um eine Fürstenkrone (A Woman Commands)
- 1934: Eight Girls in a Boat
- 1936: The Magnificent Brute
- 1936: Drei süße Mädels (Three Smart Girls)
- 1936: Mein Mann Godfrey (My Man Godfrey)
- 1937: The Road Back
- 1937: 100 Mann und ein Mädchen (One Hundred Men and a Girl)
- 1937: Wings Over Honolulu
- 1941: Adventure in Washington
- 1944: Song of the Open Road
- 1946: Angel on My Shoulder
- 1947: Die legendären Dorseys (The Fabulous Dorseys)
- 1957: Men, Women and Clothes (Fernsehserie)
- 1964: Iolanthe (Fernsehfilm)